# Tatra 600
Tatra 600 neboli Tatraplan byl osobní automobil střední třídy vyráběný v letech 1948 až 1951 firmou Tatra, n. p. a následně do roku 1952 podnikem AZNP Mladá Boleslav. Vůz s proudnicovou karosérií a vzadu umístěným vzduchem chlazeným plochým čtyřválcem navazoval na sérii aerodynamických automobilů značky Tatra. Velikostně odpovídal předválečnému typu Tatra 97. Během čtyř let sériové výroby vzniklo přes 6300 vozů Tatraplan.

## Historie

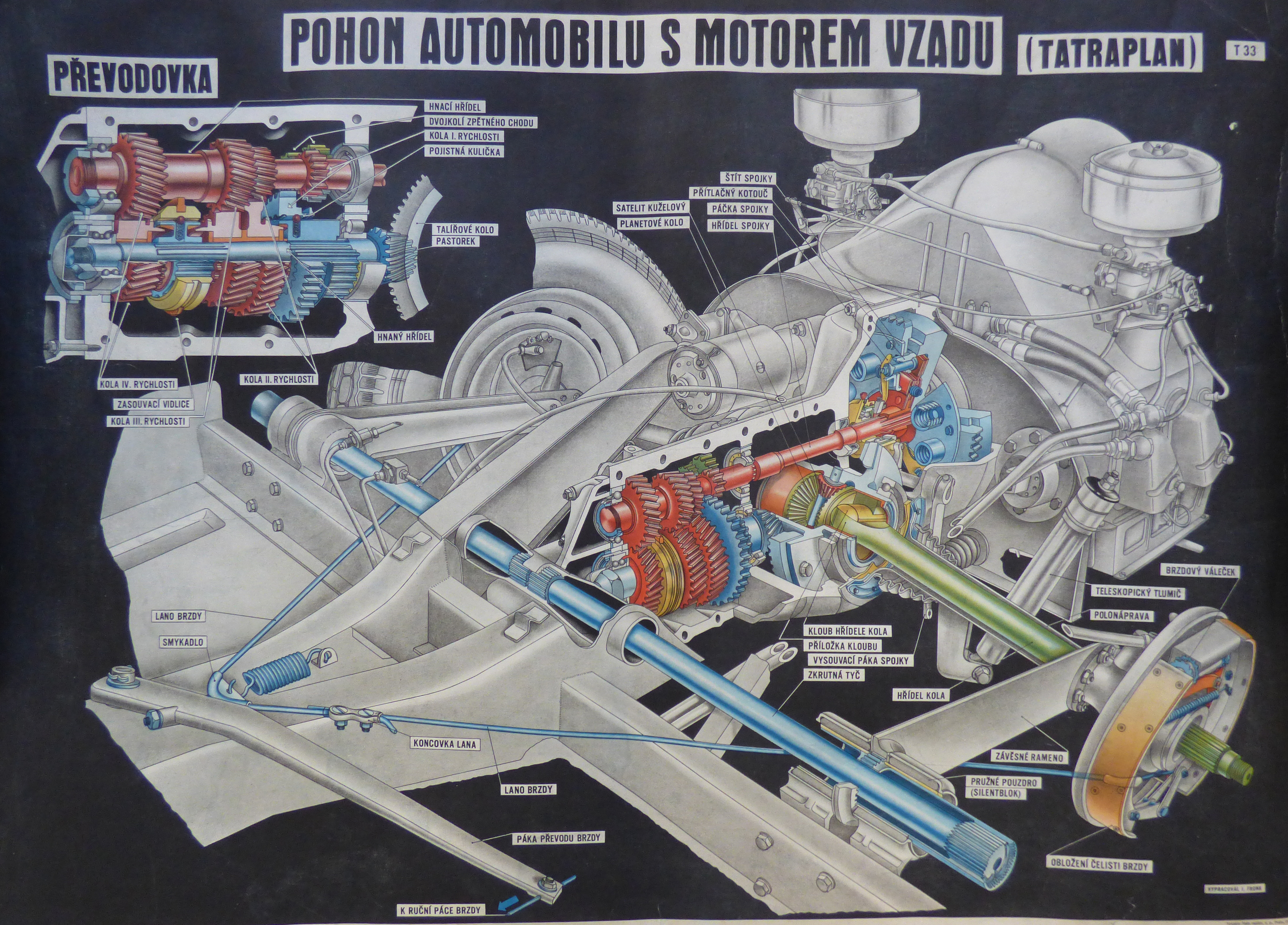
Tatraplan, rozkreslená převodovka se spojkou na dobovém školním plakátu

Tatraplan měl původní označení Tatra 107, a šťastnou "7" následoval předchozí aerodynamické vozy z Kopřivnice – T 77, T 87 a T 97. Vývoj Tatraplanu začal koncem druhé světové války a vůz měl navázat na úspěchy a tradici do té doby vyráběných aerodynamických vozů. Přitom však měl být jejich novější, menší a lacinější verzí, která by zároveň nahradila i v té době už poněkud zastaralou Tatru 57, jejíž výroba v té době končila. Pozdější označení Tatra 600 vycházelo z nové poválečné koncepce číslování produkce firmy Tatra, která osobním vozům přidělovala číselnou řadu začínající číslem 600. Název Tatraplan si vysloužil srovnáním ladného tvaru s letadlem – aeroplanem i na dobových prospektech (podobná slovní hříčka traktor "Z" → Zetor), později to jisté kruhy překroutily do souvislosti s dvouletkou a plánovaným hospodářstvím včetně dlouhého á v názvu.
První prototyp nazývaný Ambrož podle jmenin dne dokončení koncem roku 1946, začátkem roku 1947 (nejspíše 19. března) byl dokončen druhý označovaný „Josef“. Na základě získaných zkušeností s těmito vozy následovaly už pozměněné prototypy T 107 se silnějším motorem o objemu 1 952 cm³ (38,2 kW – 52 koní) a s několika technickými i karosářskými vylepšeními. Tyto vozy byly představeny veřejnosti ještě v roce 1947 na pražském autosalónu, kde ihned vzbudily velký ohlas. Vozidlo však v té době ještě neabsolvovalo potřebné zkoušky, takže zájemci měli počkat až na zahájení sériové výroby v roce 1948. Na odstraňování nedostatků a dětských nemocí se měl údajně podílet radami konstruktérům při jejich návštěvách i Hans Ledwinka, internovaný tou dobou v Novém Jičíně.

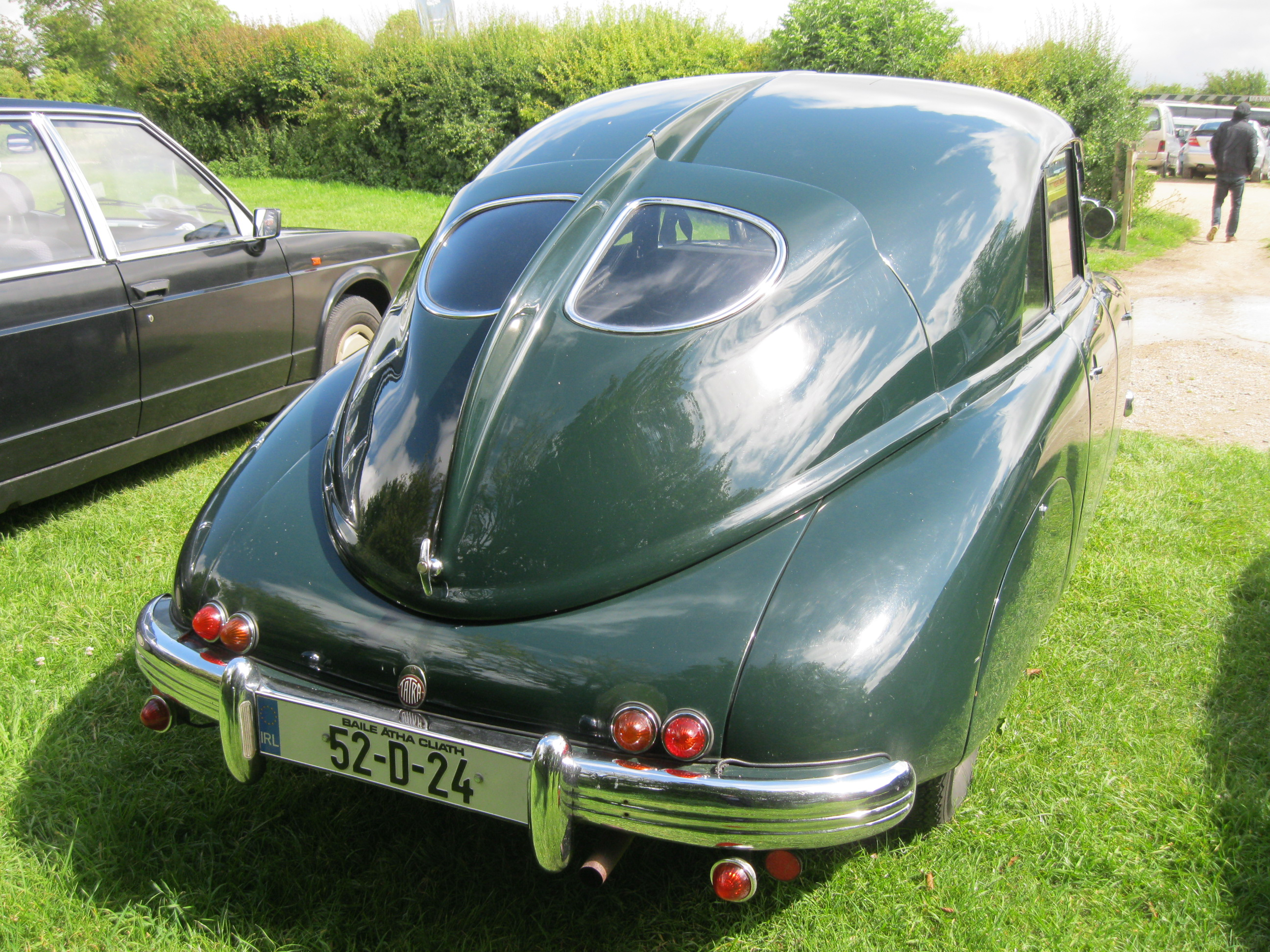
Tatraplan, pohled zezadu

I když se T 600 nevyráběla ve velkých sériích, zaznamenala i značný obchodní úspěch v zahraničí, což bylo podmíněno i mnoha úspěchy, které vozy dosáhly na sportovním poli. Tatraplan se vyvážel do mnoha zemí Evropy a některé dodávky směřovaly i do zámoří. V Československu však sloužil jako služební vůz pro státní a stranické funkcionáře a pro běžné motoristy byl nedostupný, což souviselo se změnou politické situace po únoru 1948.
V roce 1951 byla výroba Tatraplanu rozhodnutím Ministerstva průmyslu centrálně plánovaného československého hospodářství v Kopřivnici zastavena a převedena do Mladé Boleslavi. Tatraplany vyráběné ve Škodovce (rozpoznatelné podle několika odlišných detailů, i když zadní víka se zaokrouhleným koncem se vyráběla už v Kopřivnici v poslední sérii) si však velmi rychle pokazily své jméno vinou zhoršení kvality výroby, čímž o ně postupně klesal zájem v zahraničí. Rozhodnutí ministerstva postihlo i škodováky zastavením jejich projektu, a tam je asi třeba hledat příčiny – ostatně vzájemné vztahy moravské Tatry a české Škody a Pragy byly v té době z podobných důvodů napjaté v mnoha směrech. Tatra se měla soustředit jen na výrobu těžkých nákladních vozů, podobně importované klasické koncepce s tuhými nápravami a žebřinovým rámem. Výroba T 600 byla ve Škodovce ukončena v roce 1952. Celkově bylo vyrobeno 6 342 vozů T 600, z toho 4 242 v Kopřivnici.
V současnosti patří vozy Tatra 600 – Tatraplan k vyhledávaným objektům automobilových sběratelů a i když se netěší až takové pozornosti, jako jejich větší a starší (i mladší) aerodynamické sestry, taktéž patří k ozdobám setkání historických vozidel. Více jsou však ceněny vozy vyrobené v mateřském závodě.

## Popis

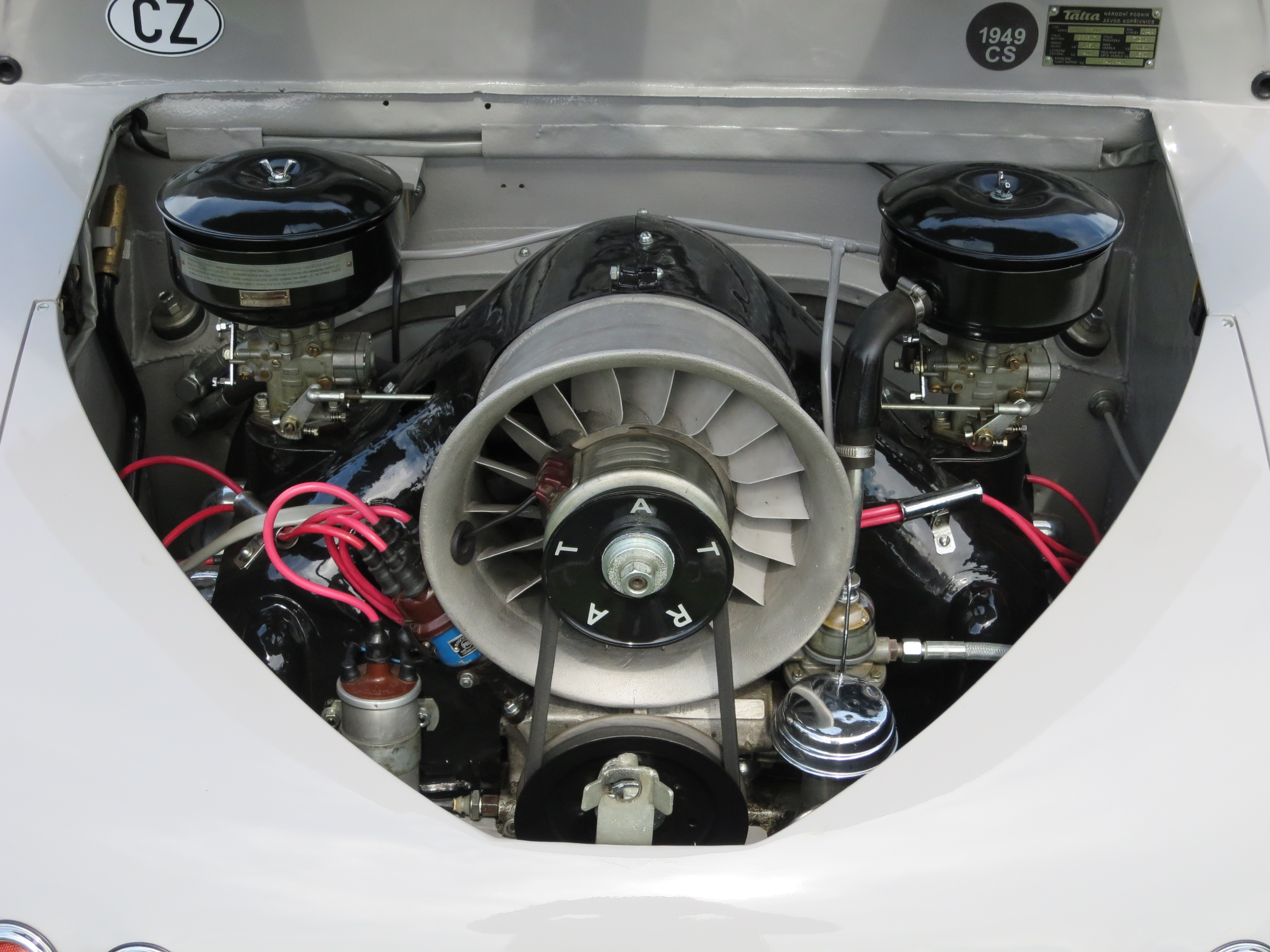
Pohled do motorového prostoru. Uprostřed axiální ventilátor s rozvodem chladicího vzduchu. Po stranách dva karburátory Solex 32 UBIP se samostatnými filtry vzduchu.

Tatraplan se vyznačoval na svou dobu moderní konstrukcí s několika pokrokovými prvky. Byl například jedním z prvních vozů, který měl pontonový tvar karosérie. Karosérie byla ocelová, samonosná, již bez dřevěné konstrukce. Zajímavostí bylo i přední dvojdílné šípovité sklo bez středního sloupku, vprostřed utěsněné jen úzkým pryžovým profilem. Přední náprava byla tvořena dvěma příčnými poloeliptickými listovými pružinami, řízení bylo převáděno ozubeným hřebenem, což přispělo k lehkému a přesnému ovládání vozů. Zadní náprava byla výkyvná, odpružená příčnými torzními tyčemi. Čtyřstupňová převodovka se synchronizací 2. až 4. převodového stupně se ovládala řadicí pákou umístěnou pod volantem.

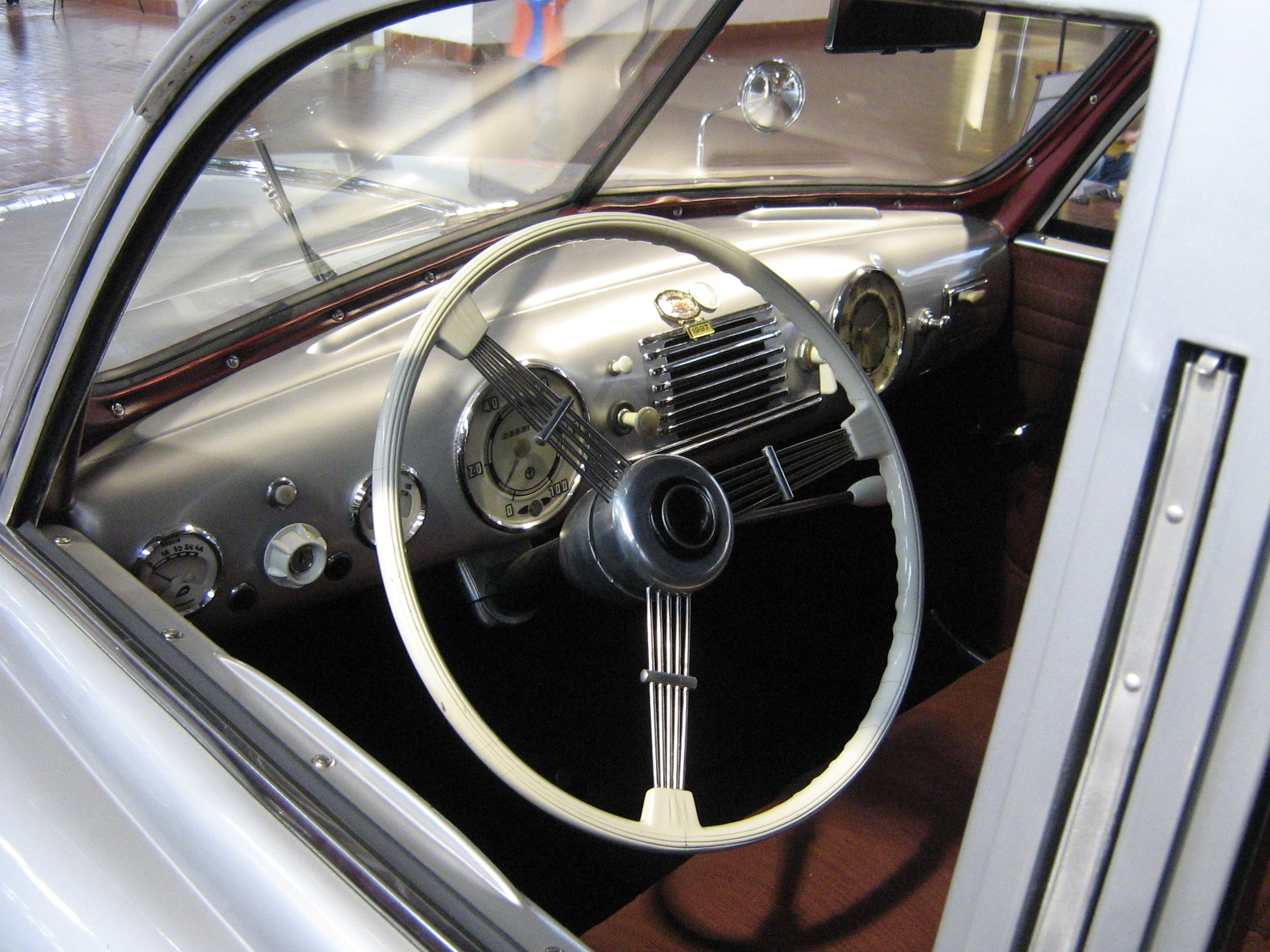
Pohled na přístrojovou desku s tachometrem a hodinami.

Motor byl čtyřválcový, typu flat-four, s poměrně vysokým objemem jednotlivých válců (vrtání 85 mm, zdvih 86 mm), chlazený jedním axiálním ventilátorem, který byl zpočátku poháněn kuželovým ozubeným převodem, u pozdějších vozů pomocí klínových řemenů; přitom bylo změněno i jeho uspořádání z vertikální na horizontální osu rotace. Při této úpravě byl motor osazen i dvěma karburátory, což prospělo dynamice vozu. Celý agregát byl do karosérie uložen na mohutných pryžových blocích. Aerodynamicky zdařile tvarovaná karosérie se zapuštěnými reflektory, kličkami i závěsy dveří měla v té době špičkovou hodnotu součinitele odporu vzduchu sériového vozu 0,32 až 0,33, což je hodnota, kterou dosahovaly sériové vozy jiných firem až o mnoho let později. I díky tomu dosahoval Tatraplan (přes motor poměrně malého objemu a při svých rozměrech) rychlosti až 130 km/h. V pozdějším období, při použití nového motoru Tatra 603, byly vozy T 600 (zpravidla ve službách bezpečnosti) schopny dosahovat rychlost hodně přes 170 km/h. V rámci vývoje T 600 byl v Kopřivnici vyzkoušen i prototyp s vznětovým motorem; i to byl v té době průkopnický počin. Tři v roce 1949 vyrobené vozy Tatraplan Diesel měly výkon 31 kW (42 k) a dosahovaly rychlost 125 km/h.
I přes poměrně hlučnější motor patřil Tatraplan díky dobrému odhlučnění k vozům s nejnižším vnitřním hlukem; vliv na to měl i zavazadlový prostor umístěný za zadními sedadly a oddělený samostatnou přepážkou. Prostor pod přední kapotou byl určen jen pro příruční zavazadla, místo tu zabíralo hlavně rezervní kolo (bylo sem možno umístit 2 rezervy), nářadí a palivová nádrž. V přední části byl umístěn ještě chladič oleje.

## Varianty

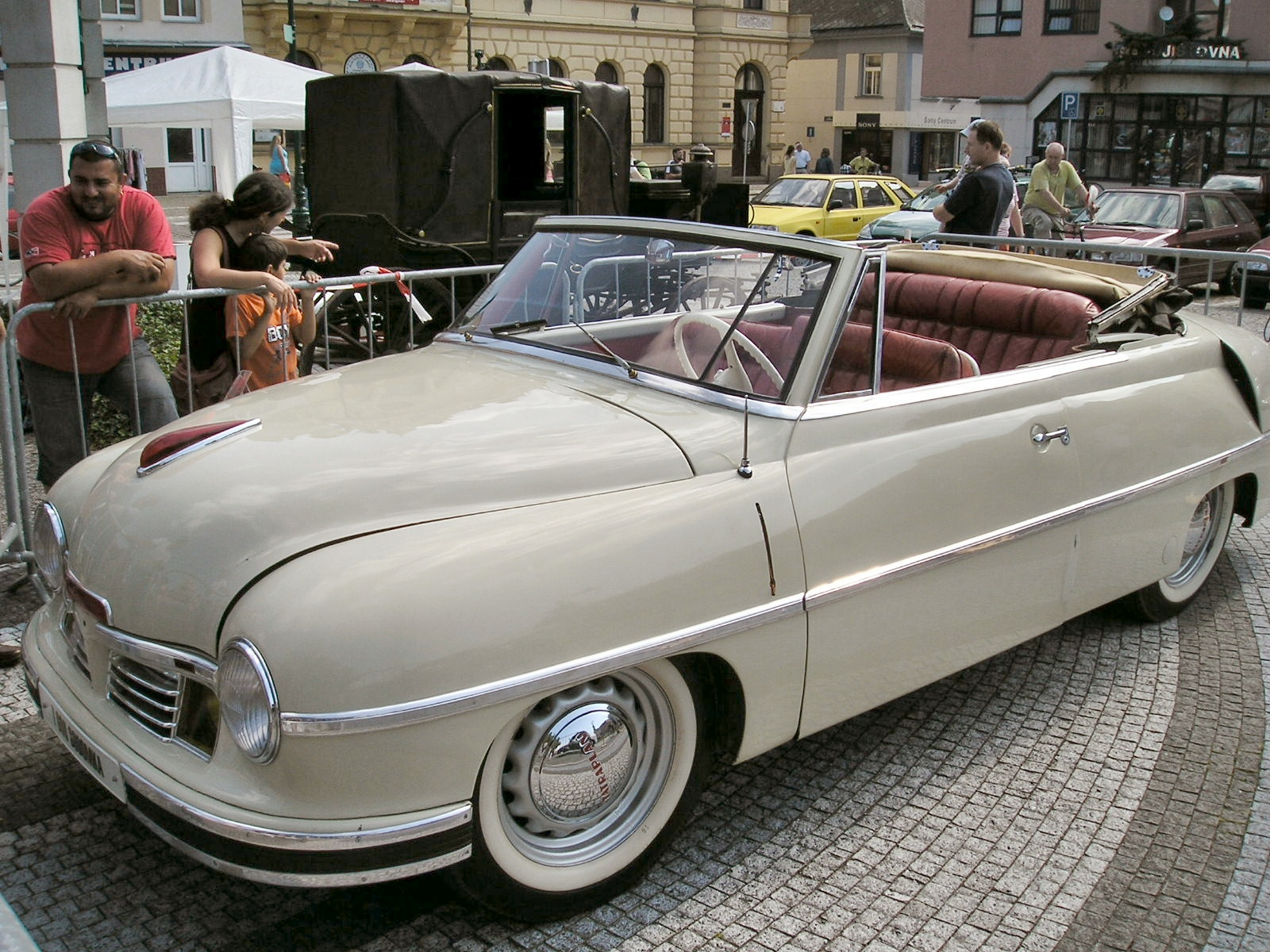
Tatra 600 Cabriolet

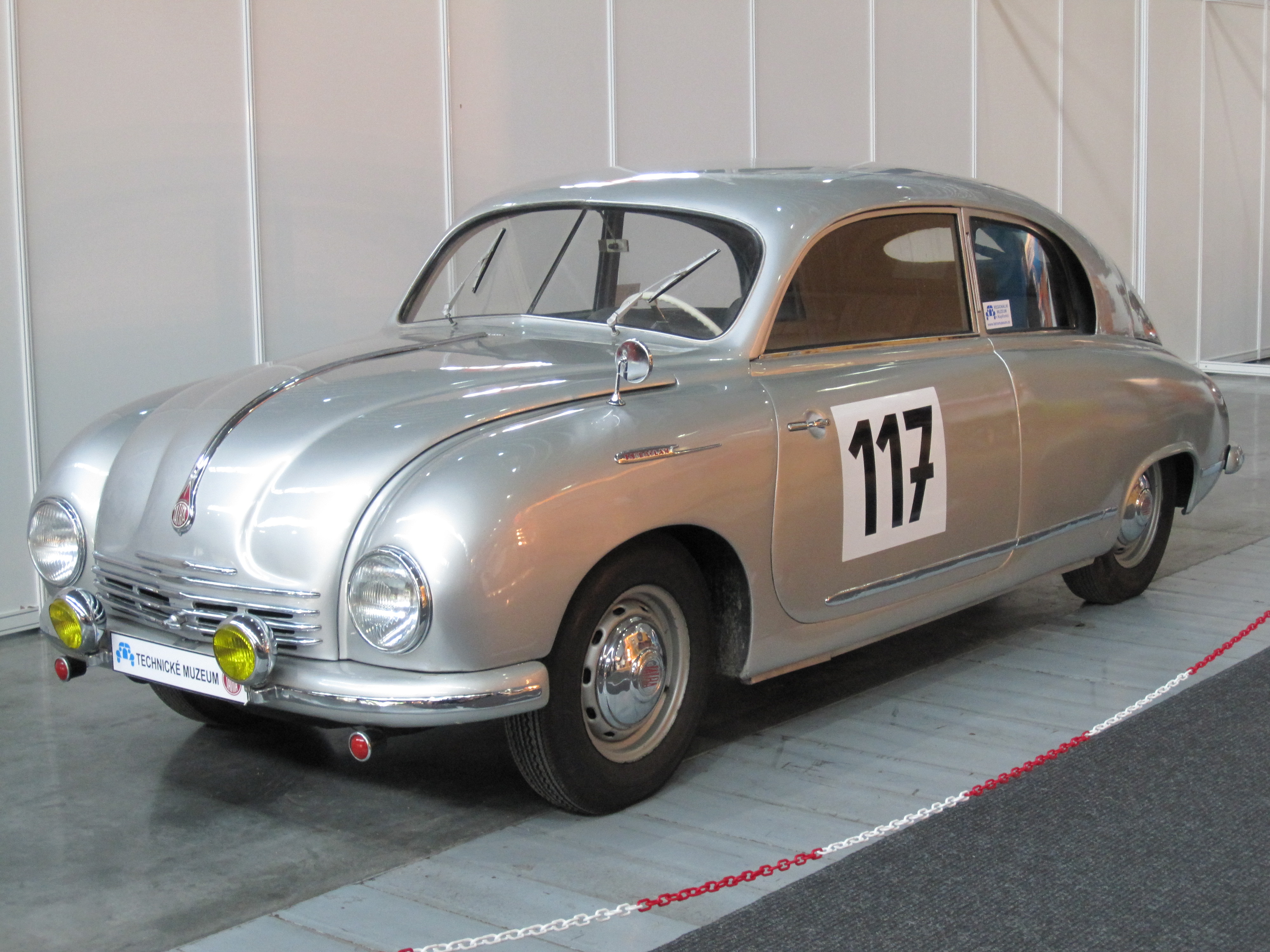
Tatra 601 Monte Carlo

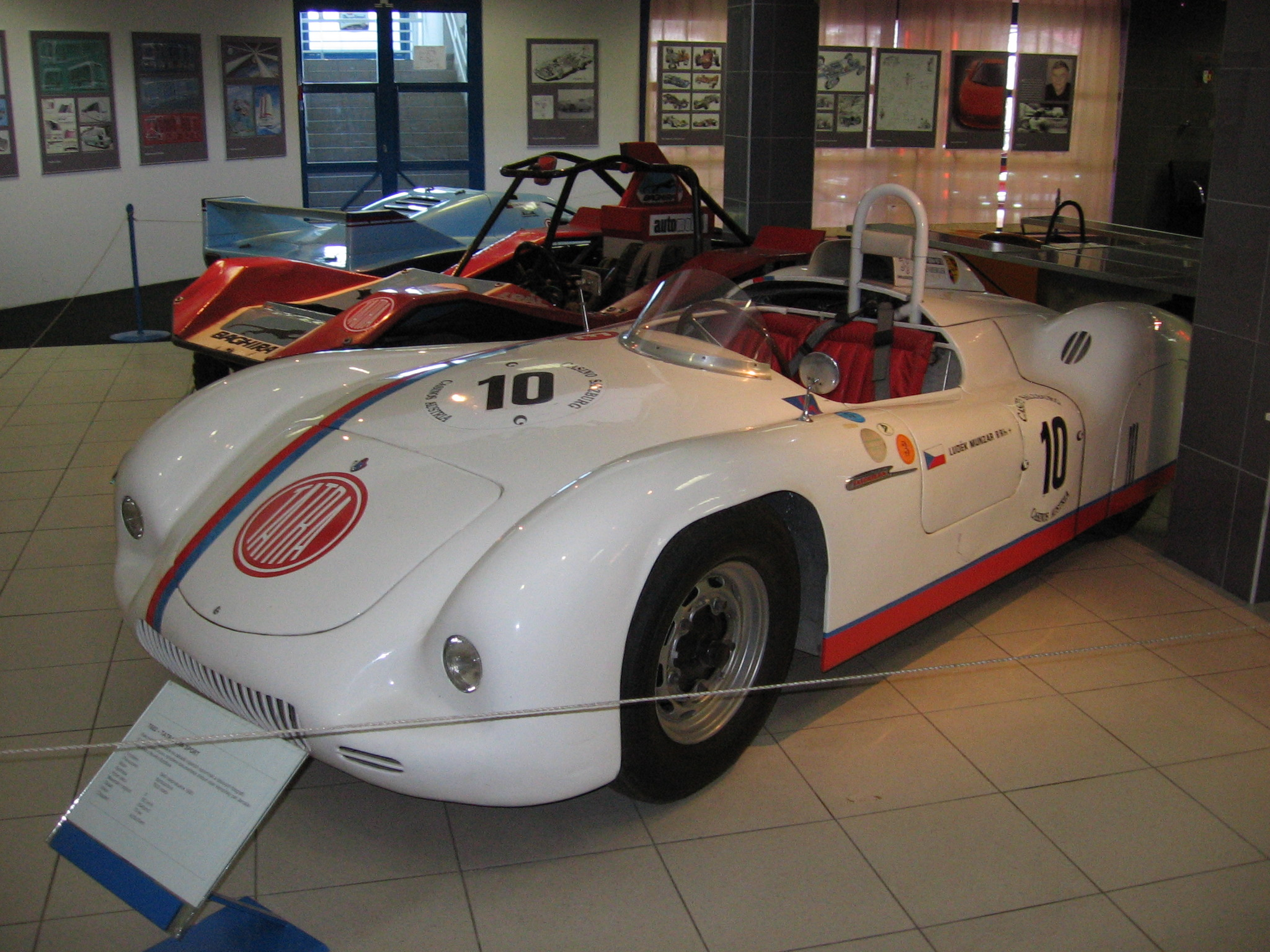
T 602 Tatraplan Sport

Tatraplan byl vyroben i ve sportovní dvoudveřové variantě s hliníkovou karosérií – Tatra 601 Monte Carlo (pojmenované po slavné rallye, které se sice měl, ale nezúčastnil) a několika kusech otevřené závodní verze T 602 Tatraplan Sport. Později se všechny tyto vozy staly nosiči pro vývoj osmiválcového motoru o objemu 2 545 cm³ použitého pro pozdější vozy, kterým dal jméno Tatra 603.
Od Tatraplanu byly taktéž odvozeny prototypy užitkových verzí s motorem T 600 umístěným v přední části karosérie. Uvažovaná vícemístná verze, existovaly verze dodávka, sanitka, nebo provedení pick-up s přezdívkou „Dakota“.
Zajímavým prototypem byl kabriolet T 600 karosovaný firmou Sodomka ve Vysokém Mýtě určený pro ženevský autosalon 1949, kde vzbudil zaslouženou pozornost. Místo připravované sériové výroby, která mohla vývozem přinést cenné devizy, se ale soudruzi rozhodli vůz darovat k narozeninám J. V. Stalinovi (ten jej však patrně nikdy nepoužil). Vůz se naštěstí později shodou okolností výměnou za T-603 vrátil a od 80. let dvacátého století se nachází ve sbírkách podnikového muzea v Kopřivnici.

## Export z Kopřivnice
| Země       | Počet | Pozn. |
| ---------- | ----- | ----- |
| Albánie    | 20    |       |
| Egypt      | 45    |       |
| Belgie     | 167   |       |
| NSR        | 195   |       |
| Čína       | 200   |       |
| NDR        | 46    |       |
| Jugoslávie | 76    |       |
| Kanada     | 168   |       |
| Maroko     | 29    |       |
| Nizozemsko | 60    |       |
| Rakousko   | 435   |       |
| Polsko     | 97    |       |
| Rumunsko   | 17    |       |
| Maďarsko   | 146   |       |
| Švédsko    | 184   |       |
| Švýcarsko  | 153   |       |
| SSSR       | 126   |       |
| Celkem     | 2164  |       |